# Cyryl (Pokrowski)
Cyryl, imię świeckie Leonid Nikołajewicz Pokrowski (ur. 5 sierpnia 1963 w Miassie) – biskup Rosyjskiego Kościoła Prawosławnego.

## Życiorys
Pochodzi z rodziny, w której mężczyźni tradycyjnie wstępowali do stanu duchownego. Ukończył szkołę średnią w rodzinnym mieście, w latach 1981–1983 służył w Armii Czerwonej. W latach 1984–1988 uczył się w moskiewskim seminarium duchownym, po ukończeniu którego został skierowany na wyższe studia teologiczne do Akademii Duchownej w Sofii. W 1989 złożył wieczyste śluby zakonne w ławrze Troicko-Siergijewskiej. W tym samym roku biskup Aleksander (Timofiejew) wyświęcił go kolejno na hierodiakona i hieromnicha. Od 1990 kontynuował rozpoczęte w Sofii studia teologiczne w Moskiewskiej Akademii Duchownej, w trybie zaocznym, jako duchowny eparchii niżnonowogrodzkiej (tytuł kandydata nauk teologicznych uzyskał w 2001).
W 1993 został przełożonym monasteru Zwiastowania w Niżnym Nowogrodzie, pierwszym od momentu jego reaktywacji po zniszczeniach w ZSRR. Rok później metropolita niżnonowogrodzki i arzamaski Mikołaj podniósł go do godności igumena. W 1995 objął dodatkowo funkcję rektora seminarium duchownego w Niżnym Nowogrodzie, zaś w 1996 – dziekana monasterów eparchii. Od 2000 archimandryta.
W 2004 arcybiskup niżnonowogrodzki i arzamaski Jerzy wyznaczył go na dziekana dekanatów I niżnonowogrodzkiego, wyksewskiego, warnawińskiego i ureńskiego, zwalniając równocześnie z pełnionych wcześniej obowiązków.
10 października 2009 Święty Synod Rosyjskiego Kościoła Prawosławnego nominował go na biskupa pomocniczego eparchii moskiewskiej z tytułem biskup pawłowo-posadski. Jego chirotonia biskupia miała miejsce 29 listopada tego samego roku, zaś jako główny konsekrator wystąpił patriarcha moskiewski i całej Rusi Cyryl. 25 grudnia 2009 biskup Cyryl został przełożonym stauropigialnego monastyru Dońskiego. Był również odpowiedzialny za parafie znajdujące się na terenie południowo-wschodniego okręgu administracyjnego Moskwy.
W 2011 został wyznaczony na biskupa stawropolskiego i niewinomyskiego. Rok później, w związku z powstaniem metropolii stawropolskiej, został podniesiony do godności metropolity.